# Kálmán Faluba
Kálmán Faluba (Budapest, Hongria, 17 de setembre de 1941) és un filòleg hongarès que ha treballat per a la promoció de la llengua catalana al seu país.

## Biografia
Faluba estudià filologia hispànica i italiana a la Universitat Eötvös Loránd de Budapest, de la qual és actualment professor i va aprendre català amb una gramàtica d'Antoni Badia i Margarit. El 1971 aconseguí que s'hi introduís l'ensenyament de la llengua i la literatura catalanes en els plans d'estudi, fet que ha contribuït a la formació d'un grup important de catalanòfils a Hongria. El 1973 participà en la fundació de l'Associació Internacional de Llengua i Literatura Catalanes i en el Segon Congrés Internacional de la Llengua Catalana de 1986. Ha traduït a l'hongarès l'Arbre de filosofia d'amor i el Llibre d'Amic e Amat de Ramon Llull el 1994.
Forma part de la redacció de Journal of Catalan Studies (Revista Internacional de Catalanística). Ha publicat obres sobre lingüística (gramàtica i lexicografia), història de la literatura, situació del català i de les altres llengües no estatals d'Espanya, i sobre les relacions de la catalanística amb el seu país. Va ser l'autor amb Károly Morvay dels primers diccionaris català-hongarès (1990) i hongarès-català (1996), obra que els valgué el Premi Catalònia atorgat per l'IEC (1992).
El 1990 va rebre la Creu de Sant Jordi, el 1992 fou nomenat membre corresponent de la Secció Filològica de l'Institut d'Estudis Catalans i el 1993 va rebre el premi internacional Ramon Llull. De 2006 a 2012 ha estat president de l'Associació Internacional de Llengua i Literatura Catalanes, després d'Albert Hauf i succeït per Antoni Ferrando.

## Obres
- Diccionari català-hongarès (1990), amb el seu deixeble Károly Morvay
- Diccionari hongarès-català (1996)
- Guia de conversa català-francès (1993)
- Guida alla conversazione italiano, catalano, spagnolo (1994)
- Literatura hongaresa i literatura catalana: coneixement mutu (2004)